# Hermann Röder (Unternehmer)
Hermann Röder (* 10. Juli 1874 in Eberstadt; † nach 1920) war ein deutscher Brauereiunternehmer.

## Leben
Röder absolvierte eine kaufmännische Ausbildung im Brauereigewerbe und wurde 1898 Direktor der Teutonenbrauerei in Mülheim an der Ruhr und 1903 der Brauerei Wickbold AG in Königsberg (Preußen). 1921 wechselte er als Generaldirektor zur Interessengemeinschaft Ostpreußischer Brauereien in Königsberg.
Er war Vorsitzender bzw. stellvertretender Vorsitzender folgender Aufsichtsräte:
- der Bergschlößchen-Brauerei AG in Braunsberg
- der Aktienbrauerei Rastenburg
- der Aktienbrauerei Tilsit
- der Bürgerliches Brauhaus AG in Insterburg
- der Aktiengesellschaft Brauerei Ponarth in Königsberg
- der E. Bieske AG in Königsberg
- der Aktienbrauerei Schönbusch: Brauerei Schönbusch Königsberg,

Mitglied folgender Aufsichtsräte:
- der Brauerei Englisch Brunnen-Elbing (Ostpreußen) und
- der Königsberger Kühlhaus und Kristall-Eis-Fabrik AG in Königsberg

sowie Vorstandsmitglied der Rückforth AG in Berlin.